# Большой Сортым
Большой Сортым — река в России, протекает по территории Ханты-Мансийского района Ханты-Мансийского автономного округа. Устье реки находится в 150 км по левому берегу реки Назым. Длина реки — 25 км.

## Данные водного реестра
По данным государственного водного реестра России относится к Верхнеобскому бассейновому округу, водохозяйственный участок реки — Обь от города Нефтеюганск до впадения реки Иртыш, речной подбассейн реки — Обь ниже Ваха до впадения Иртыша. Речной бассейн реки — (Верхняя) Обь до впадения Иртыша.